# La vendedora de cupidos (fresco)

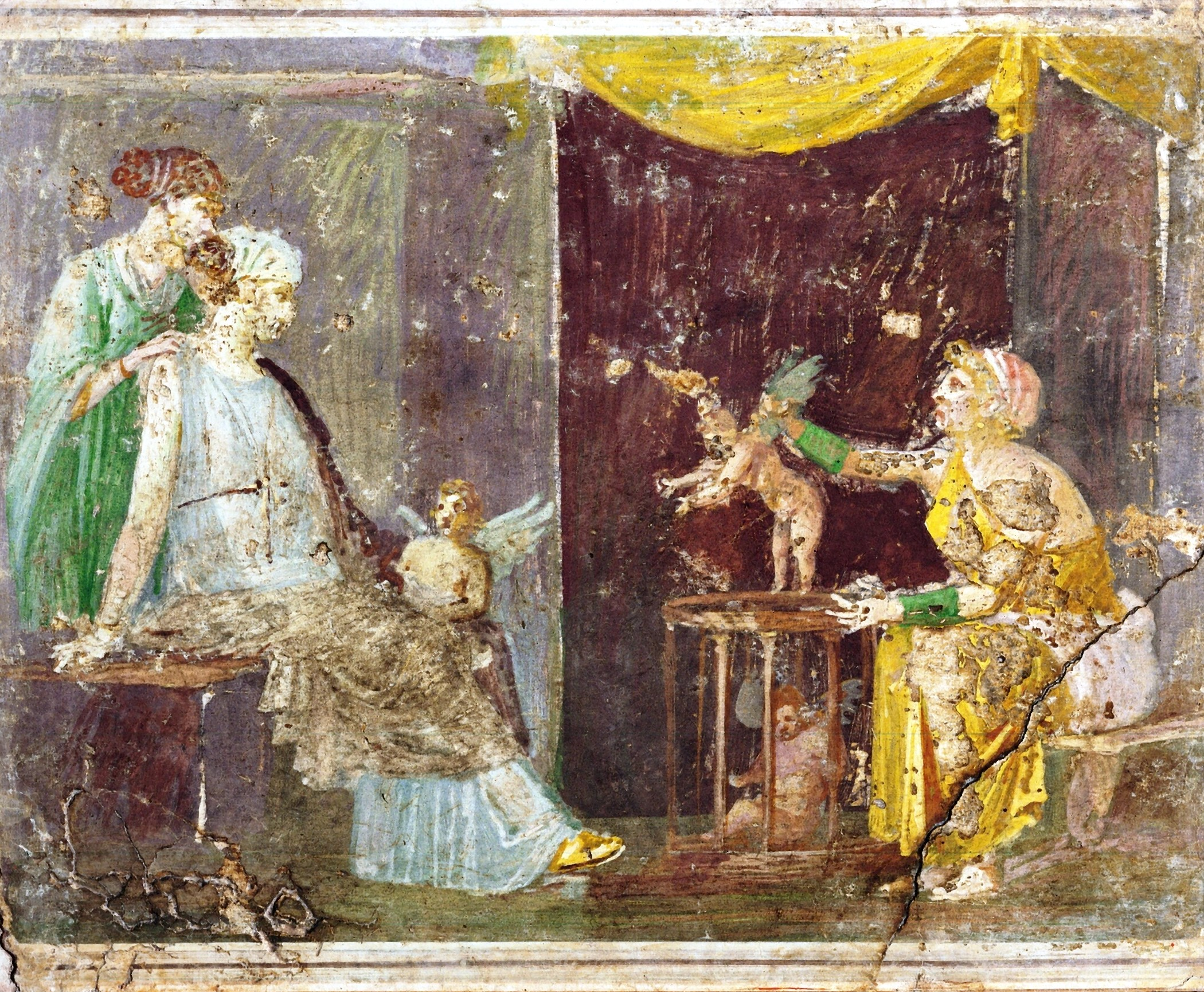
La vendedora de cupidos.

La vendedora de cupidos es un fresco romano de género de 15 a. C. al 50 d. C. descubierto en 1759 en Estabia y conservado en el Museo Arqueológico Nacional de Nápoles. Muestra a una mujer vendiendo pequeños cupidos a una matrona. Fue ampliamente conocido y reproducido en los siglos XVIII y XIX, demostrando una gran influencia en el arte neoclásico, como en La vendedora de cupidos de Vien.

## Descubrimiento
Estabia (actual Castellammare di Stabia) se encontraba entre Nápoles y Sorrento. Los ricos de esa época construyeron lujosas villas alrededor como residencias de verano, una de las más grandes y antiguas de las cuales ahora se conoce como Villa Arianna, construida en el siglo II a. C. Estaba situada en una ladera con vistas a la bahía de Nápoles y era el centro de una finca de 14 kilómetros cuadrados. Se desconoce el nombre de la familia propietaria, pero era muy rica a juzgar por la cantidad de pinturas murales que decoraban la mansión campestre.
Todas las villas alrededor de Estabia fueron destruidas en la erupción del Vesubio en el año 79 d. C., por las coladas de lava. Empezaron a ser excavadas por primera vez en 1749, y las ruinas de Villa Arianna se descubrieron entre 1757 y 1762. La vendedora de cupidos se había roto en varios pedazos y formaba el centro de una pintura mural. Los muebles y las mejores pinturas murales encontrados se llevaron a Nápoles y otros palacios reales, mientras las ruinas no volvieron a ser reexcavadas hasta 1950-1952.

## Descripción
Como la mayoría de los murales de Villa Arianna, el fresco pertenece al tercer estilo pompeyano. Fue pintado en un dormitorio (cubículo) cerca de otra sala adornada solo con figuras femeninas, como Flora o Diana, por lo que se piensa que esta zona de la villa sería una parte reservada exclusivamente femenina (gineceo). La pared se divide en diferentes campos horizontal y verticalmente. La imagen central está rodeada de zonas en ocasiones completamente planas e interrumpidas por decoraciones ornamentales sin gran profundidad espacial. Los murales de Villa Arianna no parecen haber sido realizados por artesanos y artistas locales de la zona, sino por talleres de Roma.

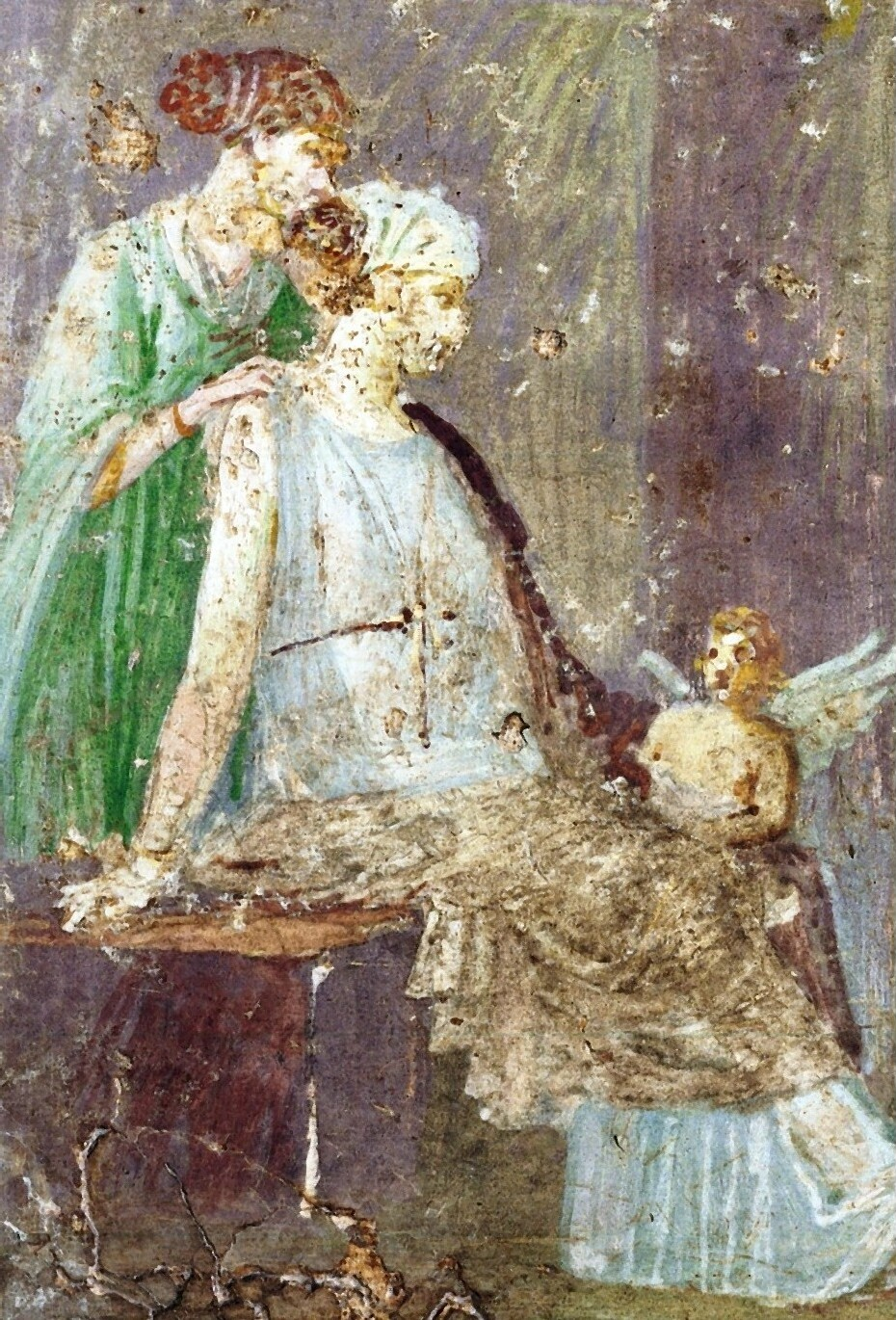
La matrona con su confidente.

El mural se divide en dos zonas por el fondo y la disposición de las figuras. La arquitectura y los asientos probablemente representan un interior. Se pueden ver en total tres mujeres y tres criaturas aladas. En el lado izquierdo, se muestra una matrona romana sentada con una amiga o pariente de pie detrás de ella con la mano en su hombro. Ambas miran pensativas a los cupidos, uno de los cuales está de pie parcialmente escondido detrás de las piernas de la dama.

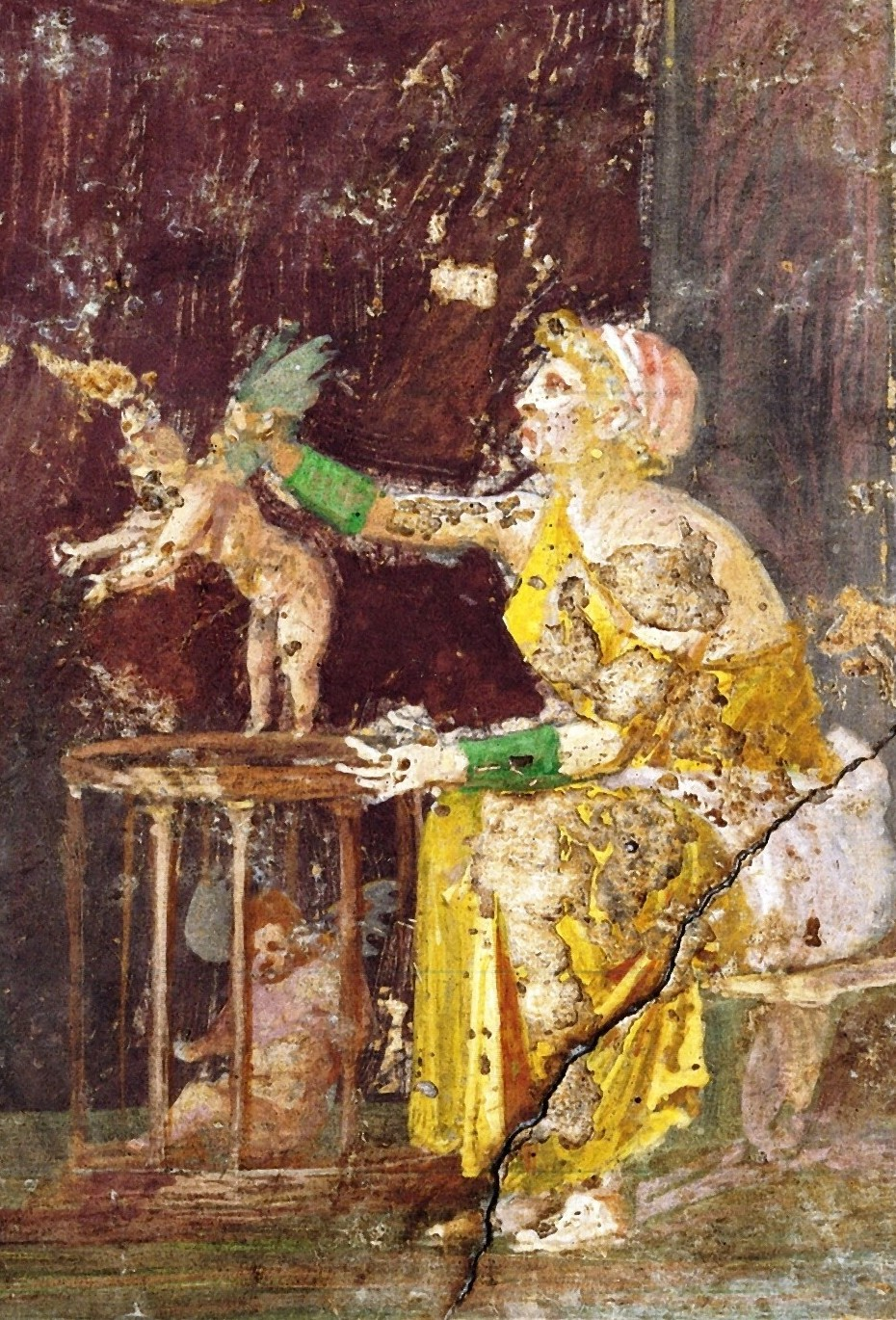
La vendedora de cupidos.

En el lado derecho, bajo una cortina amarilla recogida, se representa a una vendedora sentada en un pequeño taburete y ofreciendo sus productos. Ha sacado un pequeño cupido de la jaula redonda y ahora lo sostiene por una de sus alas, mientras otro todavía está en la jaula esperando a que lo muestren. Las dos mujeres obviamente están mirando las ofertas de la comerciante para decidirse por uno de los pequeños dioses, mientras las criaturas aladas esperan impacientes para ir con su nueva ama. Dado que la tira de la túnica amarilla de la vendedora se desliza sobre su hombro izquierdo, se piensa que es una vieja cortesana.
Las criaturas aladas infantiles son cupidos, descritos en la mitología griega antigua como testarudos y traviesos, ampliamente mostrados así en el arte helenístico y romano. Ocasionalmente se los muestra atrapados en jaulas y cajas en pinturas de jarrones griegos y mosaicos y pinturas murales romanos, y la versión de Estabia probablemente se inspiró en una obra de teatro o un poema popular de la época.

## Divulgación
Carlos VII (rey de Nápoles hasta 1759), llevó el fresco al Palacio de Portici. Hizo cumplir estrictamente el monopolio real sobre las excavaciones y castigó severamente las ilegales, tratando así de evitar el robo y la venta de antigüedades. En 1758 también instaló un museo en el ala de su palacio en Nápoles para todos los hallazgos arqueológicos en torno al Vesubio, pero sólo a los visitantes seleccionados se les ofrecían visitas guiadas con cita previa y no se les permitía tomar notas o dibujos durante estas. Johann Joachim Winckelmann se quejó de estas restricciones.
Aun así, Carlos VII estaba interesado en investigar y catalogar las antigüedades y por eso encargó un catálogo completo de ellas en 1759. Terminado sólo en 1792, con ocho volúmenes con varias ilustraciones y publicado sólo en una edición muy pequeña destinada a ser obsequio exclusivo para un pequeño círculo de compradores especializados en las cortes europeas, se tituló Le antichità di Ercolano esposte (La antigüedad de Herculano expuesta). La vendedora de cupidos apareció en el tercer volumen, que se publicó en 1762. Se mostró también en un grabado en cobre de Giovanni Elia Morghen a partir de un dibujo de Carlo Nolli, que reproduce el fresco casi exactamente, y el texto lo interpreta como una escena de diosas.

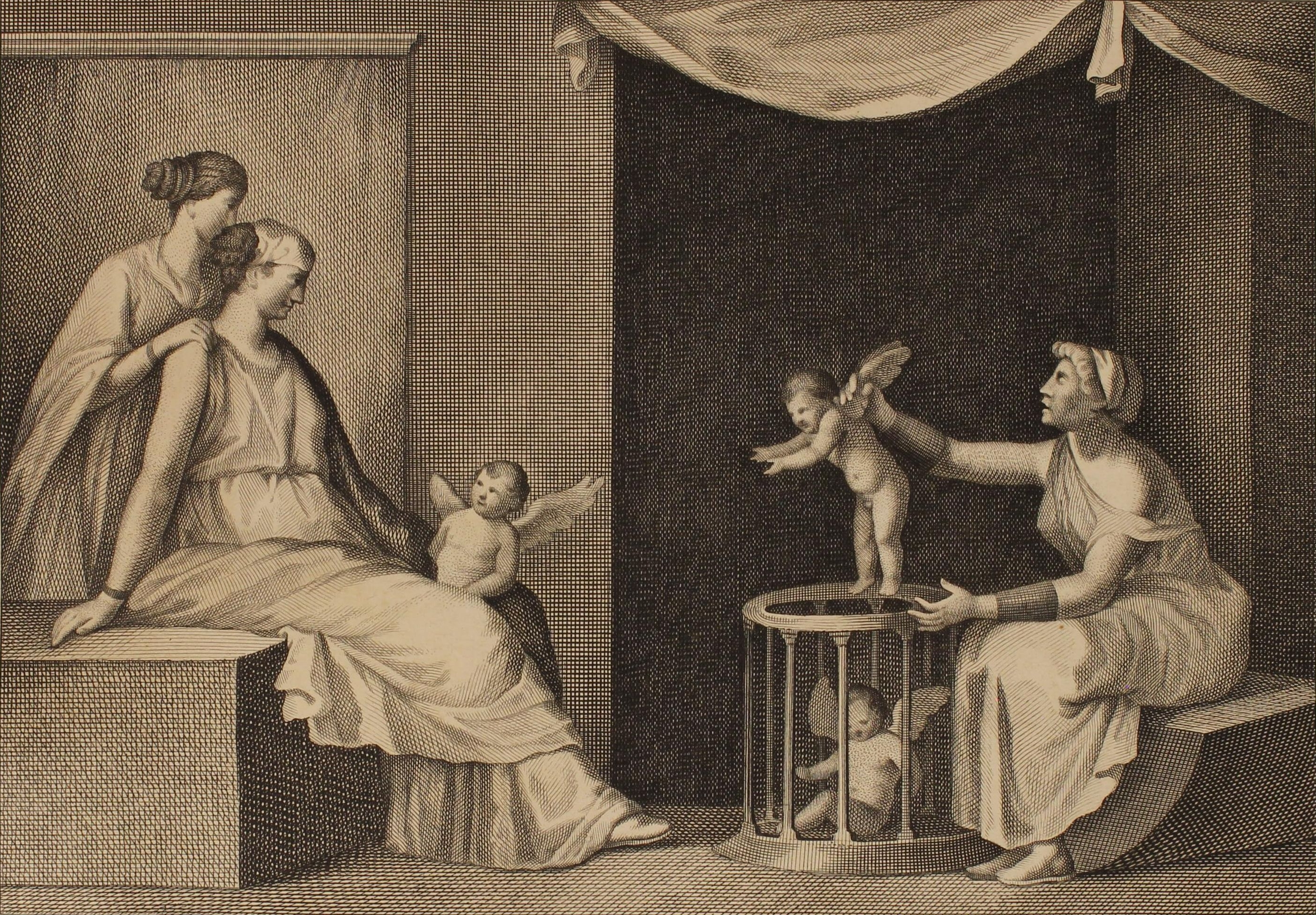
Placa de cobre de Giovanni Elia Morghen según un dibujo de Carlo Nolli (1762).

A pesar del público inicialmente exclusivo de los volúmenes, el conocimiento de las antigüedades se extendió de forma independiente más allá de los propietarios de los volúmenes. Se hicieron y circularon numerosas copias de las ilustraciones en cobre, inspirando a artistas de toda Europa. La vendedora de cupidos en particular tuvo tanto éxito a lo largo de las décadas que Villa Arianna a finales del siglo XVIII y principios del XIX a menudo se conocía como la Villa de la vendedora de cupidos.

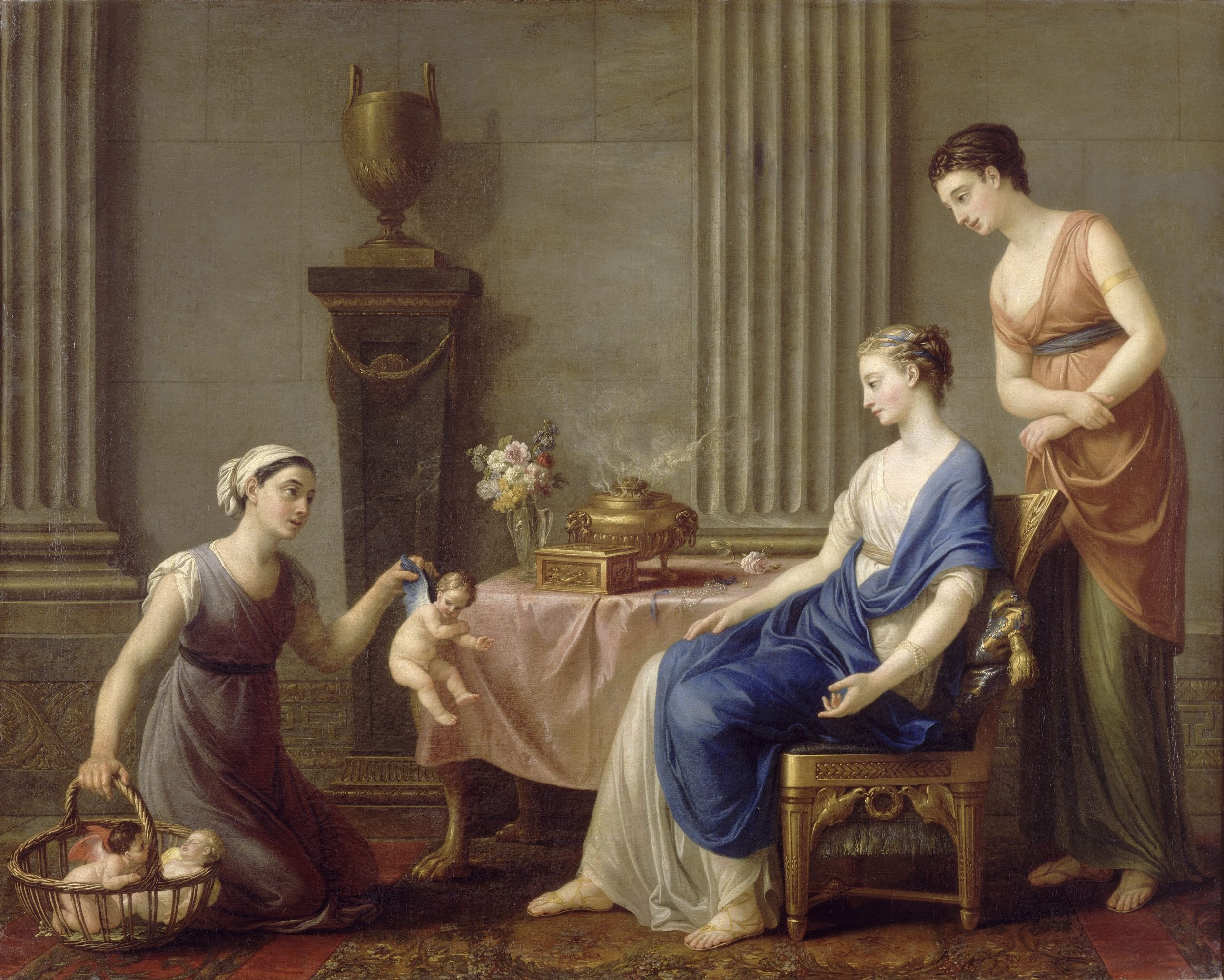
Joseph-Marie Vien: La vendedora de cupidos (1763).

La pintura homónima de Joseph-Marie Vien de 1763 fue una de las primeras obras inspiradas en él y una de las primeras obras del Neoclasicismo, la cual muestra una versión especular (con las figuras en posición invertida) del fresco con formas y tonos de finales del rococó y un interior de ese período.

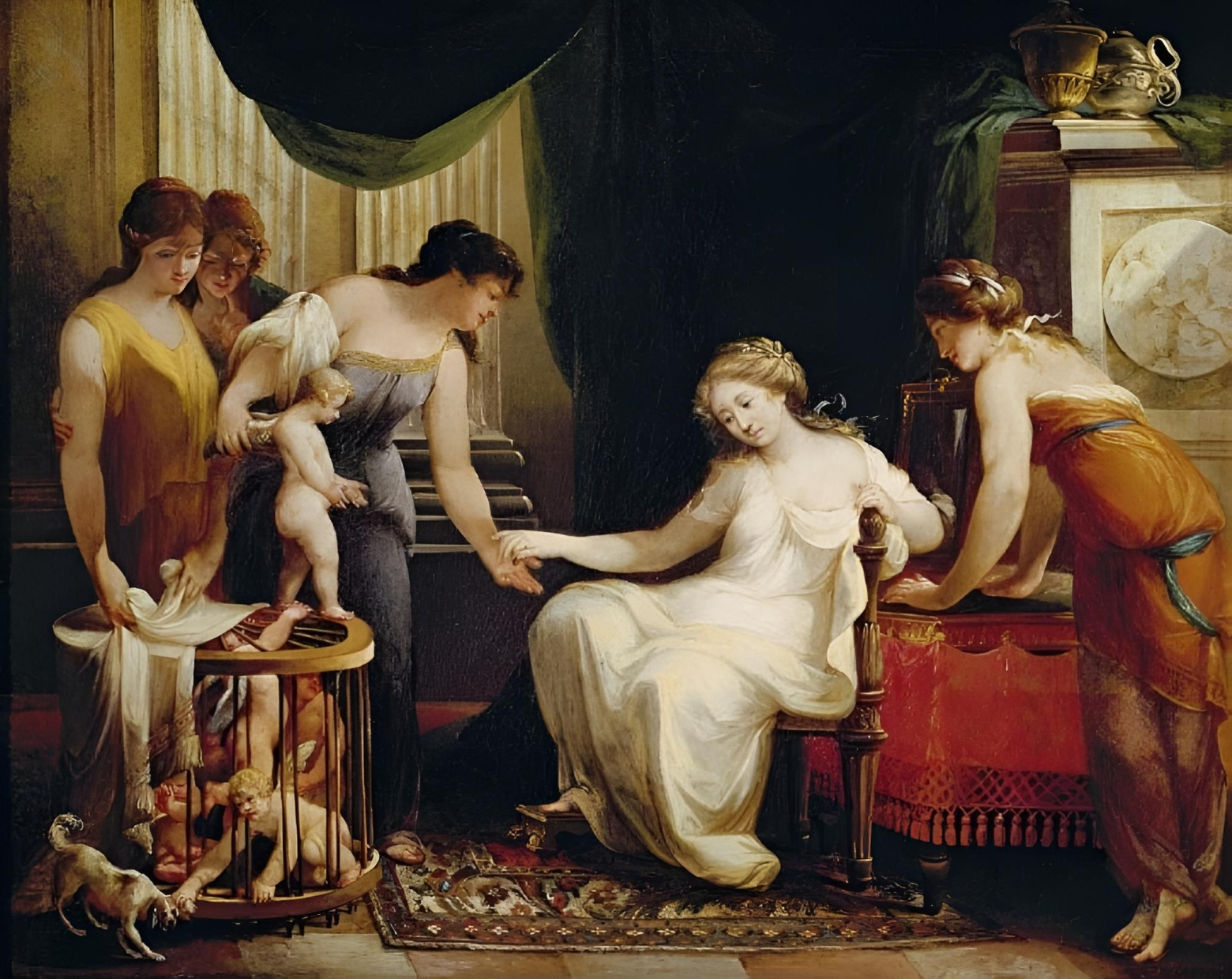
Jacques Gamelin: La vendedora de cupidos (1765).

Dos años más tarde, el alumno de Vien, Jacques Gamelin, también trató el tema, tomando prestadas sus pilastras estriadas pero también modificándolo aún más añadiendo dos mujeres más y (excepcionalmente) mostrando a la matrona entregando algunas monedas a la vendedora.

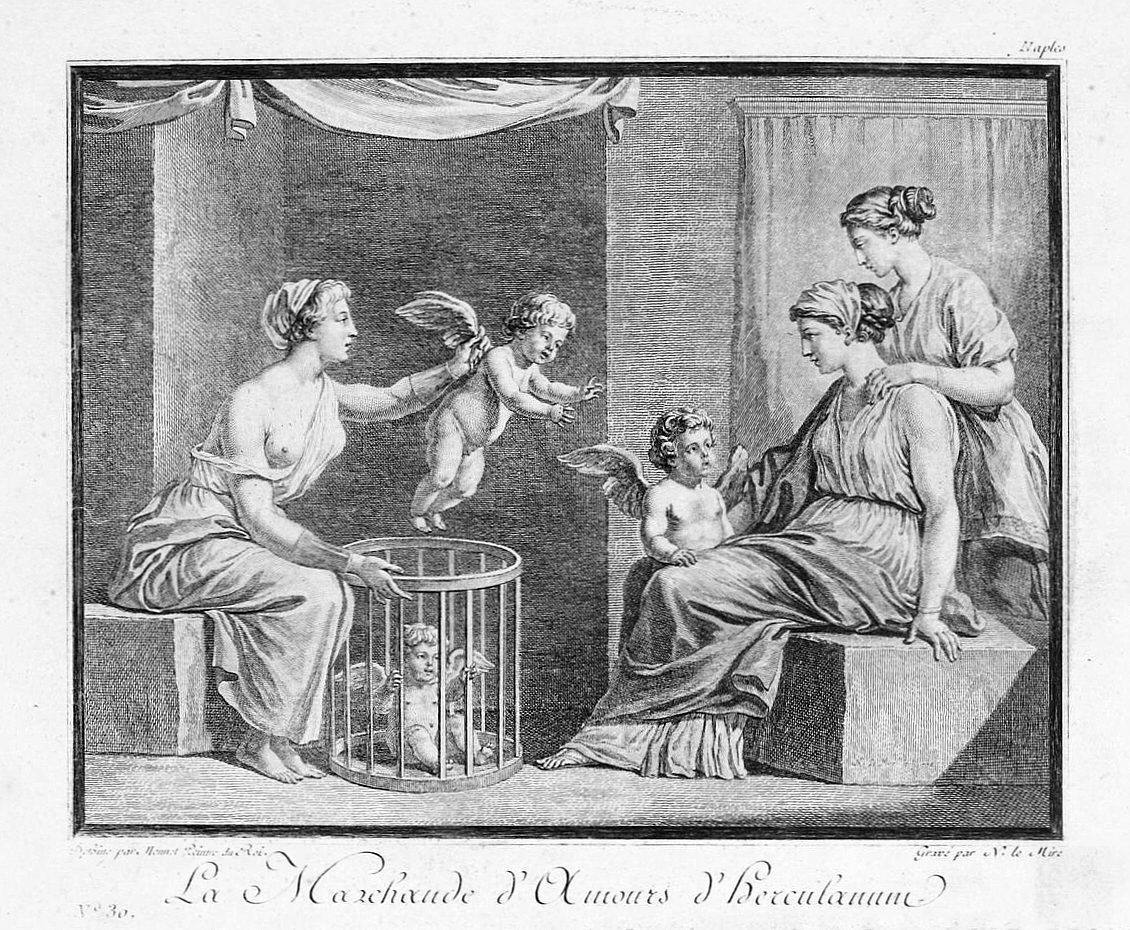
Noël Lemire: La vendedora de cupidos de Herculano [sic] (1782).

Otro de los estudiantes de Vien, Jacques-Louis David, realizó un dibujo especular del fresco original mientras estaba en Roma en 1776. Noël Lemire utilizó ese dibujo como base para un grabado en cobre que apareció en dos volúmenes en 1782, Voyage pittoresque ou description des Royaumes de Naples et de Sicile (Un viaje pintoresco o descripción de los reinos de Nápoles y Sicilia) de Jean Claude Richard de Saint-Non. En esa obra, la placa de cobre se titula La vendedora de cupidos de Herculano, lo que demuestra que el lugar real del hallazgo del fresco ya había sido olvidado. David y Lemire fueron en gran medida fieles al fresco original, pero las figuras están más cerca unas de otras y la vendedora muestra sus pechos, mientras que los contornos nítidos y las sombras oscuras coinciden con el gusto francés contemporáneo.

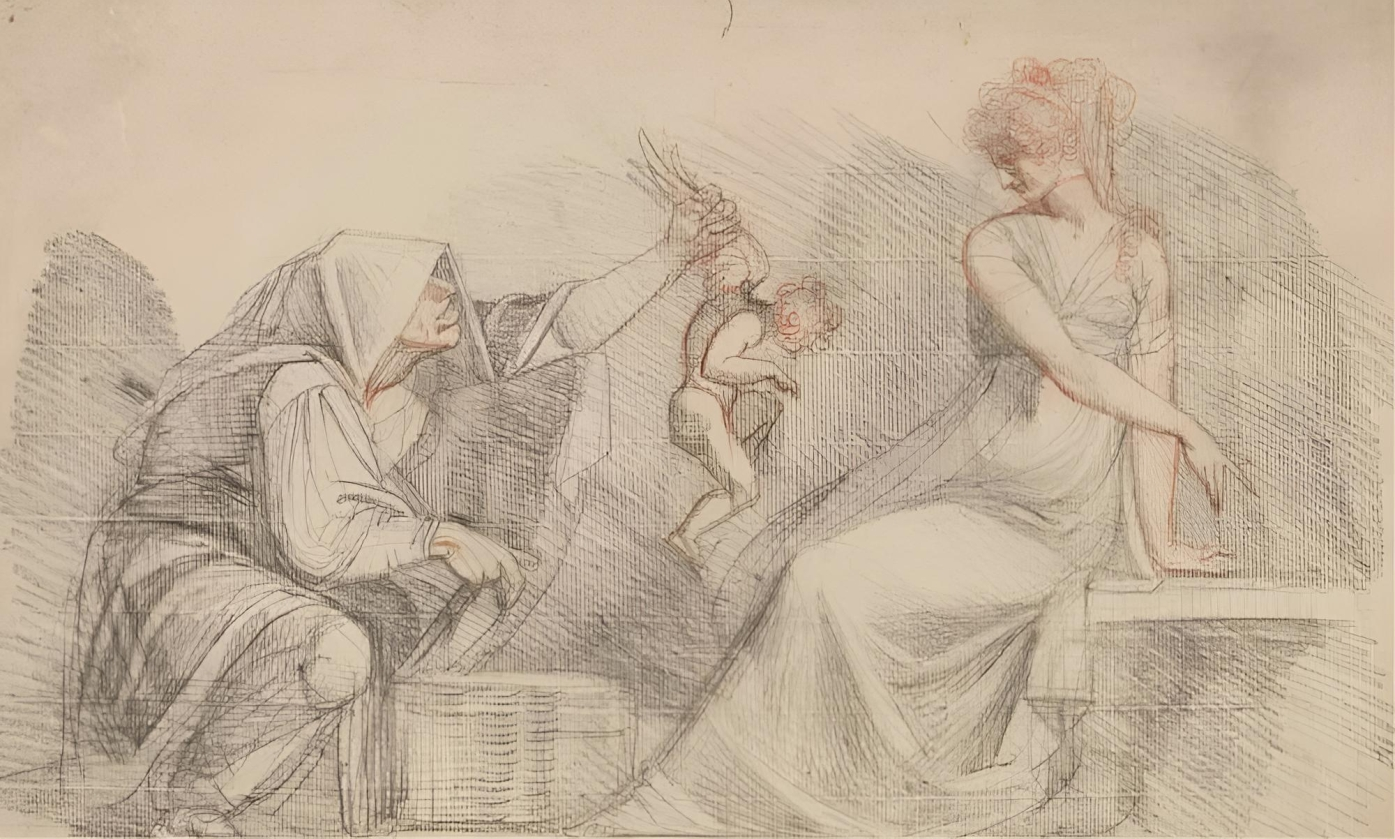
Johann Heinrich Füssli: La vendedora de cupidos (1775/1776).

La interpretación más inusual del fresco es la de Johann Heinrich Füssli, quien posiblemente vio el original en un viaje a Nápoles en 1775 y realizó un dibujo con tiza que hizo más explícito el tema oscuro subyacente, que podría insinuar alcahuetería. Lo redujo a tres figuras, mostrando a la vendedora como una bruja siniestra y un solo cupido de aspecto decadente que saca de un cesto, mientras la compradora se da la vuelta pero, entre la repulsión y la fascinación por este último, señala la silla donde quiere que lo ponga. Así, en comparación con el original alegremente erótico, el deseo femenino se muestra amenazador y peligroso.

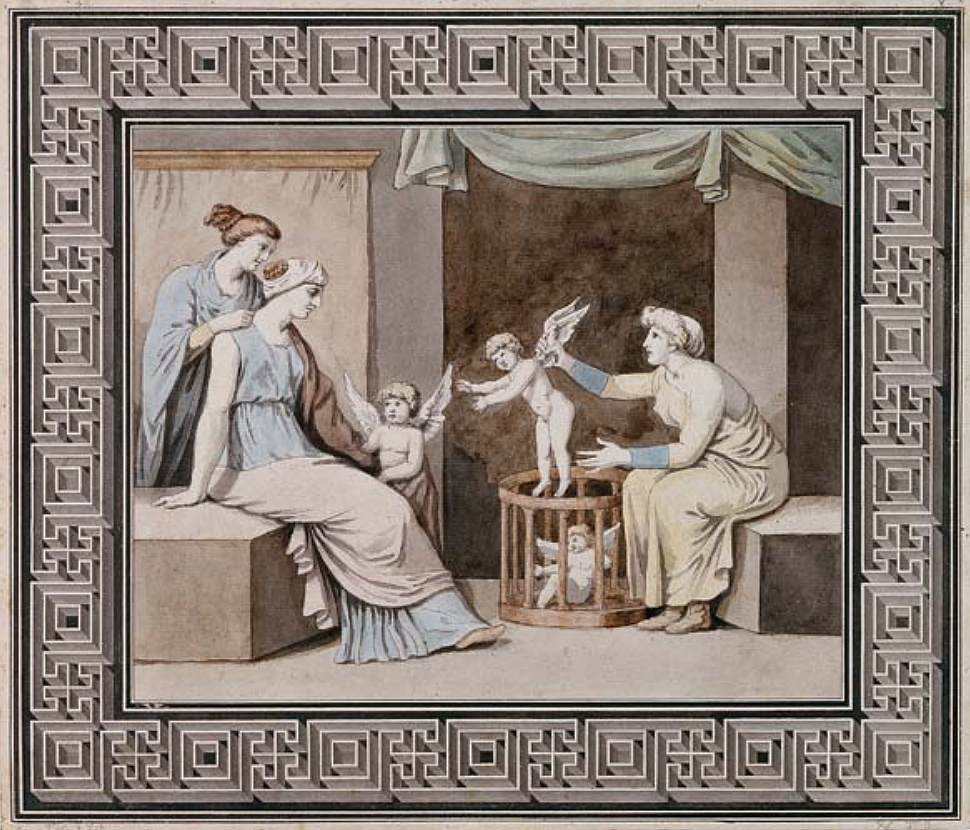
Johann Heinrich Wilhelm Tischbein: La vendedora de cupidos.

Johann Heinrich Wilhelm Tischbein fue uno de los pocos artistas que trabajó intensamente en el arte antiguo, realizando un estudio del fresco de Estabias con pluma, tinta y acuarela, enfatizando sus cualidades gráficas pero atenuando sus colores brillantes. Al igual que sus contemporáneos, tal vez había imaginado que las pinturas antiguas eran monocromáticas o sutilmente coloreadas y, por lo tanto, le irritaba el original, aunque todavía parece haberlo valorado, ya que diseñó cuidadosamente su dibujo dentro de un borde con elaboradas grecas.

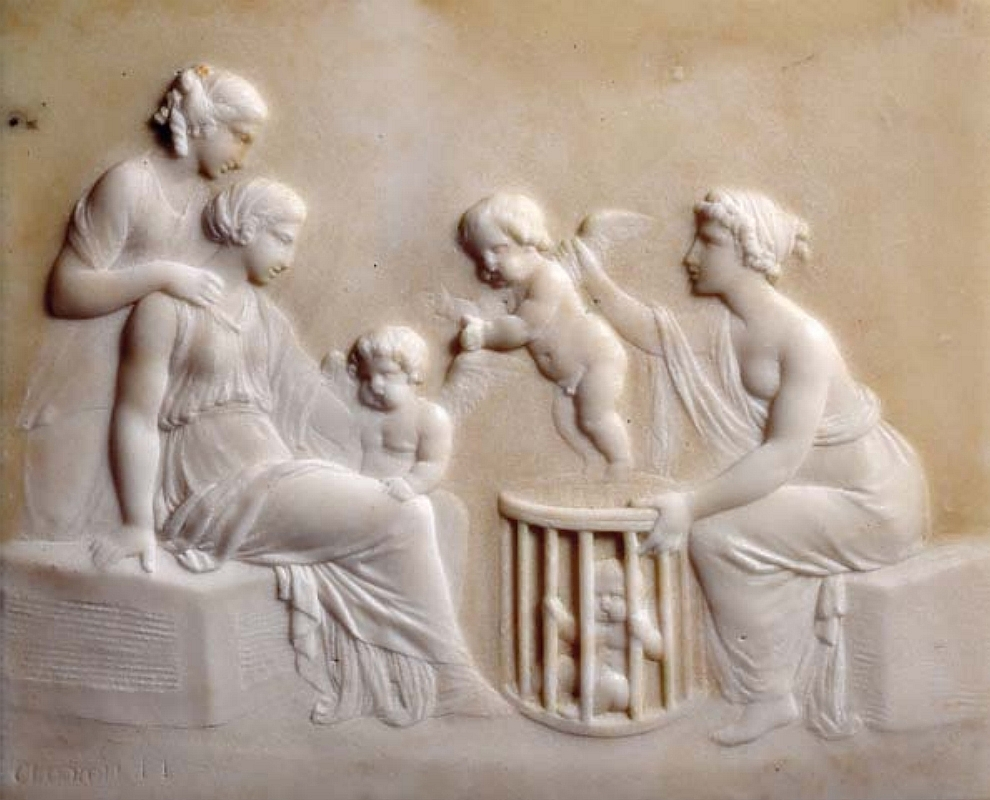
Relieve de mármol de Clodion (1773).
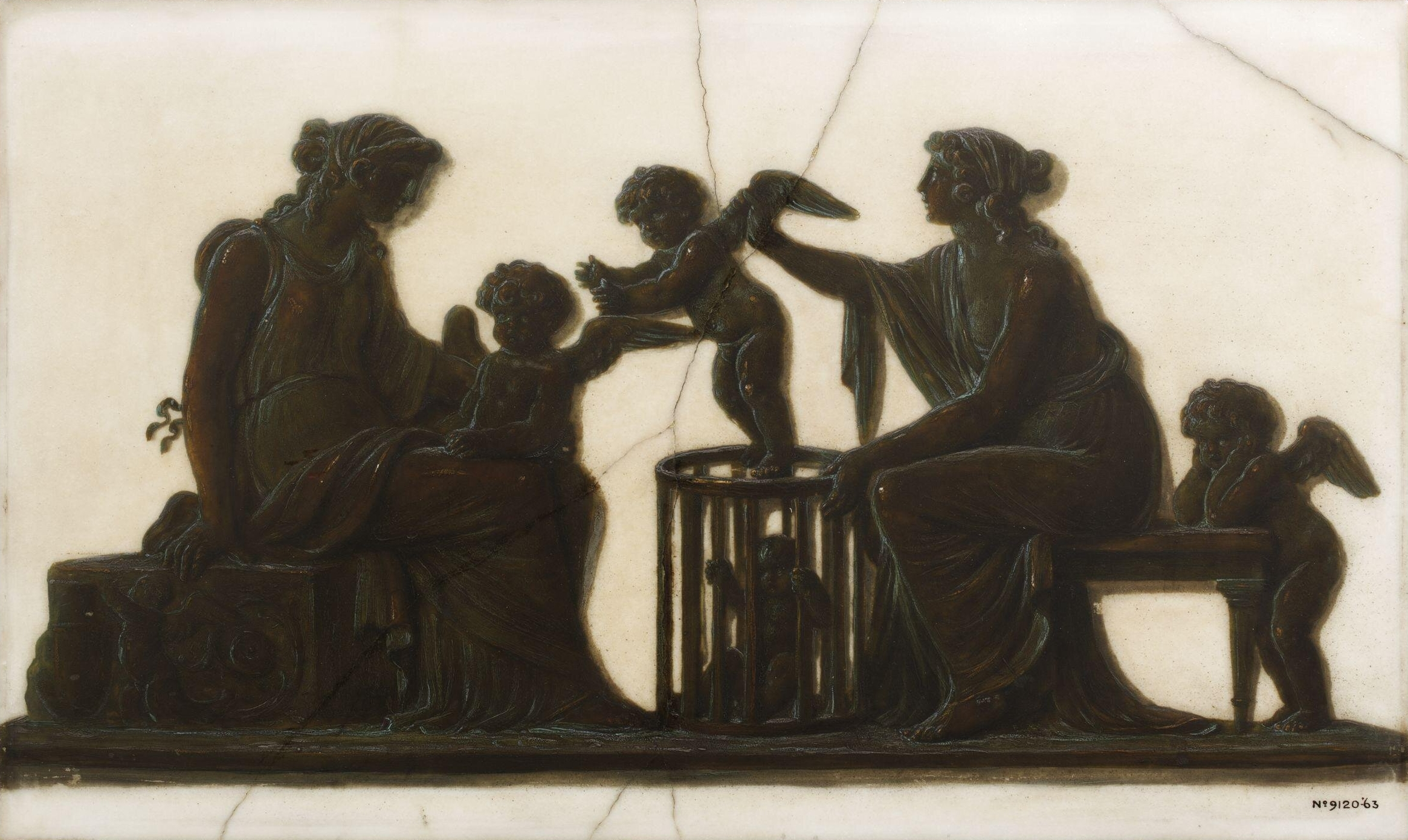
Pintura al óleo sobre mármol de Piat Joseph Sauvage (1799).
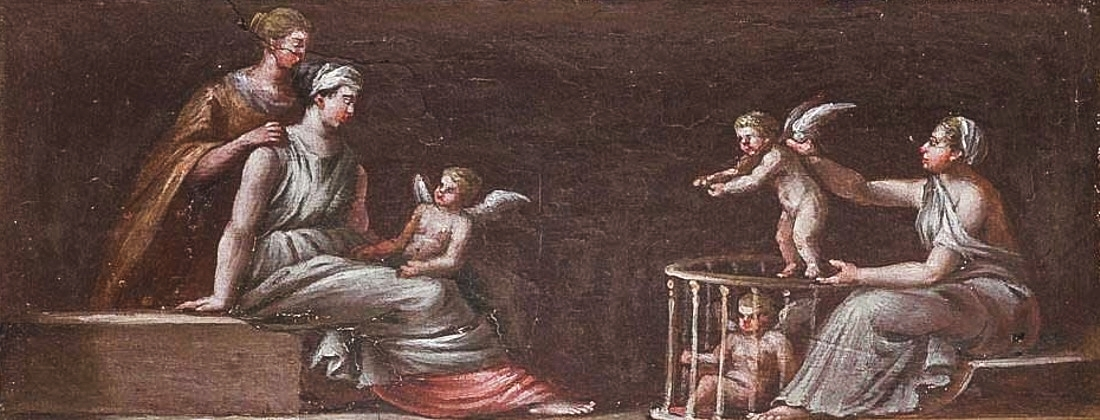
Pintura en el palacio de Wörlitz.
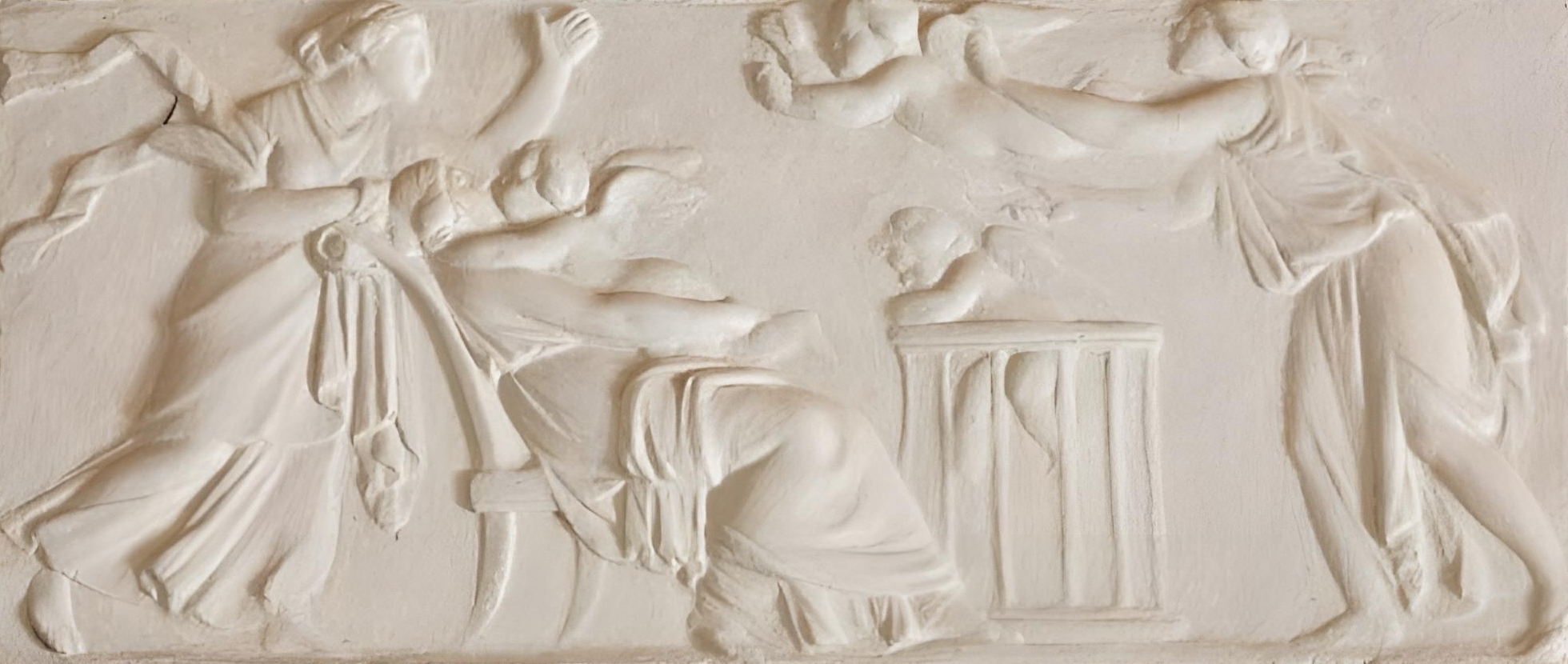
Relieve de yeso en la Villa Hamilton.
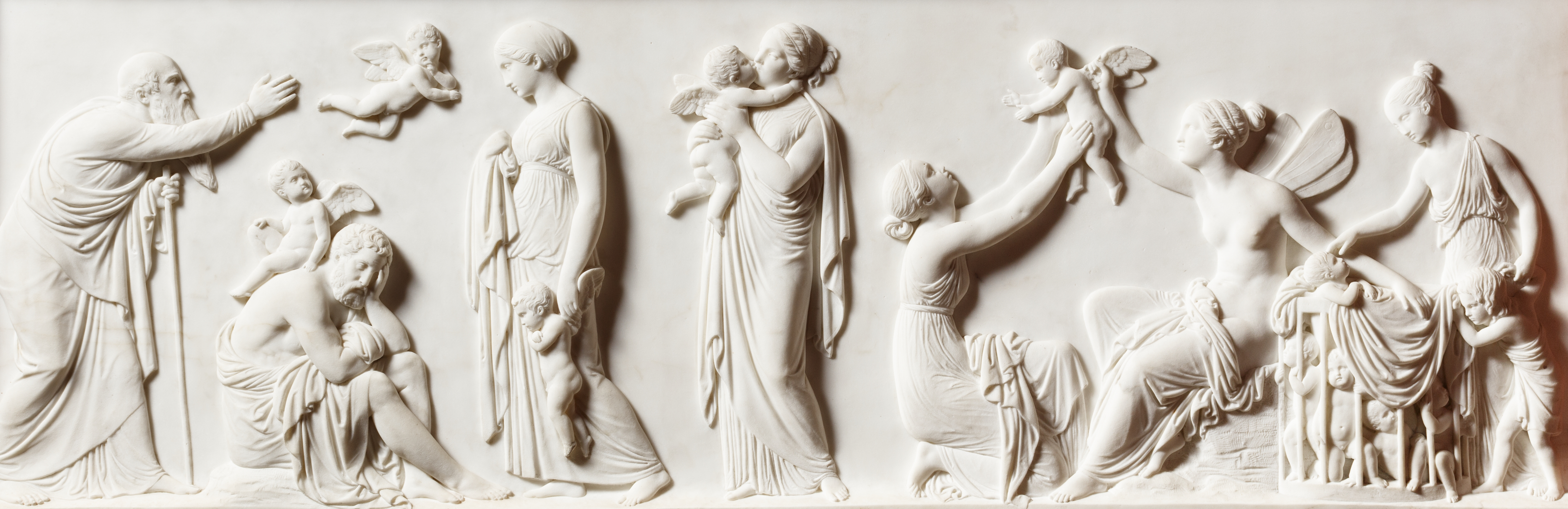
Friso de mármol de Bertel Thorvaldsen (1824).

En 1773, el escultor Claude Michel expuso una nueva versión del fresco en el Salón de París en forma de relieve de mármol blanco. También produjo otras versiones en mármol y terracota, que a su vez pudieron haber servido de modelos. El pensamiento artístico predominante de la época pudo haber considerado que una versión en mármol reflejaba mejor la idealizada grandeza artística de la antigüedad que un fresco. En 1799, influenciado por los relieves, Piat Joseph Sauvage produjo una versión en técnica mixta en óleo oscuro sobre mármol blanco, un estilo de pseudorrelieve popular alrededor de 1800.
A finales del siglo XVIII en Gran Bretaña se hizo popular decorar habitaciones enteras al estilo pompeyano, popularidad que luego se extendió a los países de habla alemana. Uno de los primeros interiores de este tipo se encuentra en el palacio de Wörlitz, cuyas paredes y techos se basan en los grabados de Le antichità di Ercolano esposte. Presentan dos versiones de La vendedora de cupidos. Una basada en el grabado de Nolli se encuentra en el dormitorio de la antigua dueña de la casa, la princesa Luisa (el fresco original también estaba en un dormitorio), mientras que una versión en relieve de estuco adaptada libremente decora una pared en la sala de la chimenea de la Villa Hamilton, una dependencia en el parque del palacio. En este último, el primer cupido sale de la jaula, el segundo es atrapado al vuelo por la vendedora y el tercero cuelga del cuello de la compradora, besándola.

El fresco también inspiró el friso de mármol homónimo de Bertel Thorvaldsen de 1824. Convierte a la vendedora en una benefactora alada que otorga las alegrías del amor a personas de diferentes edades, abarcando la curiosidad, el anhelo y la realización, la responsabilidad, el cansancio y la renuncia, representados alegóricamente por figuras individuales y grupos. La versión de Thorvaldsen fue muy popular y reproducida en varias versiones y retomada por otros artistas.

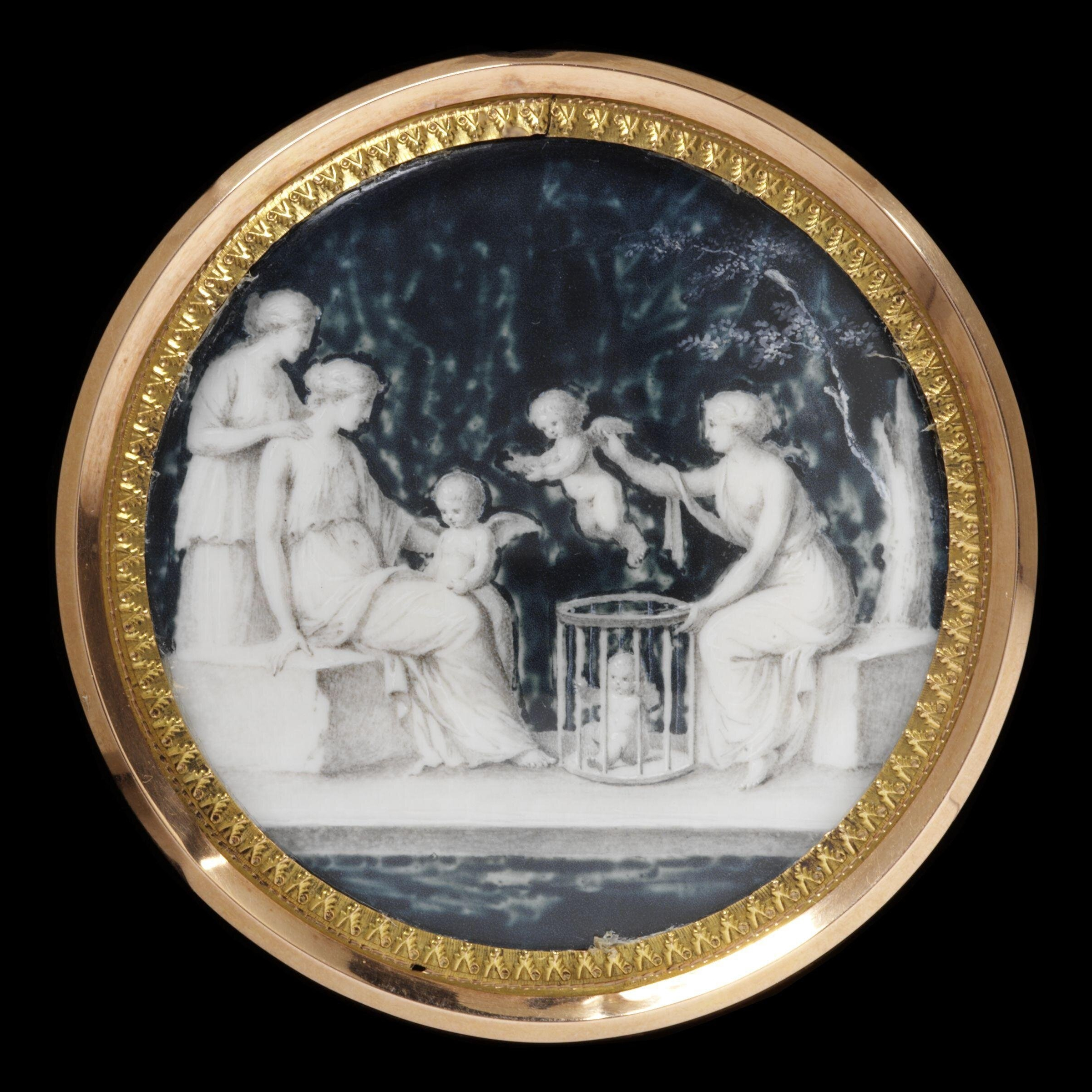
Caja de rapé de marfil recubierta de oro detrás de un cristal (1789).
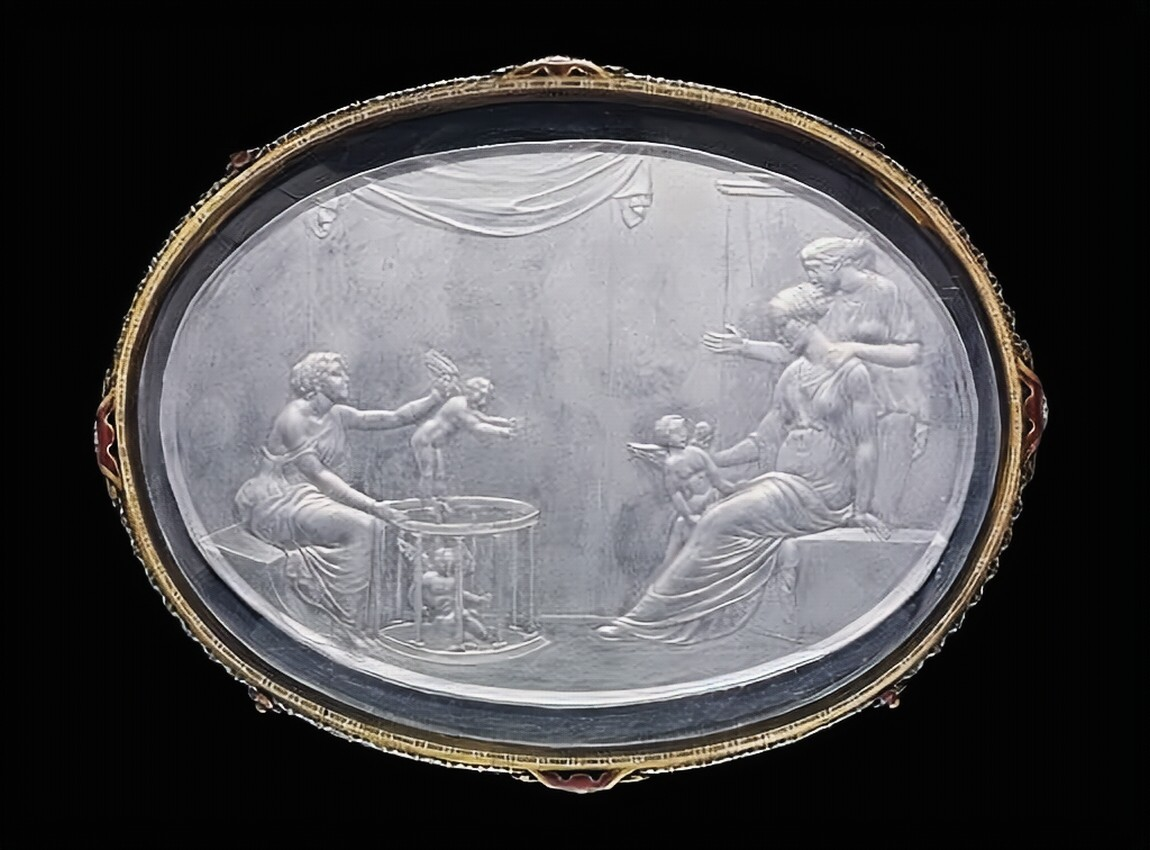
Placa de esmalte y cristal de roca (c. 1800).
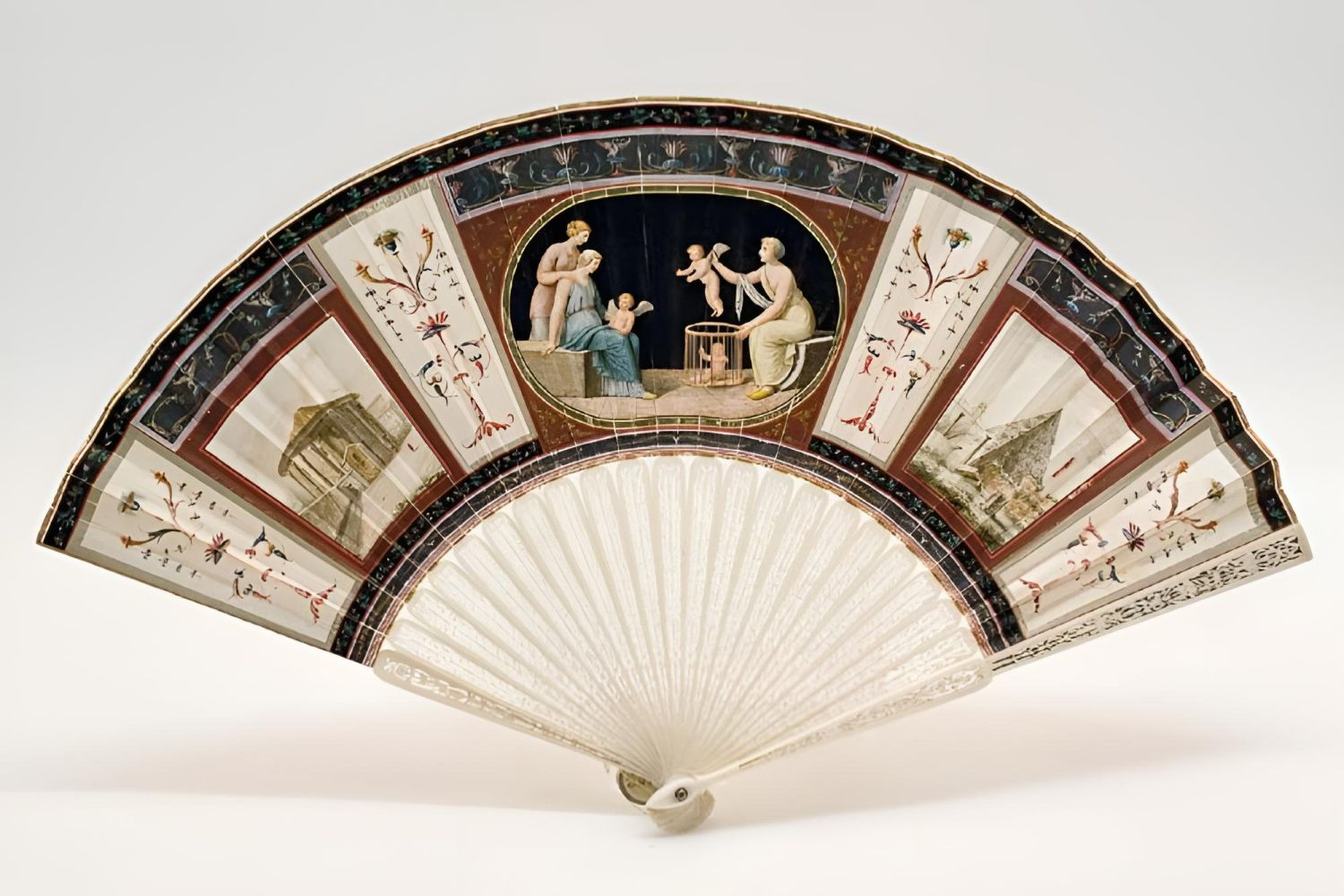
Recuerdo de Nápoles, c.1800.
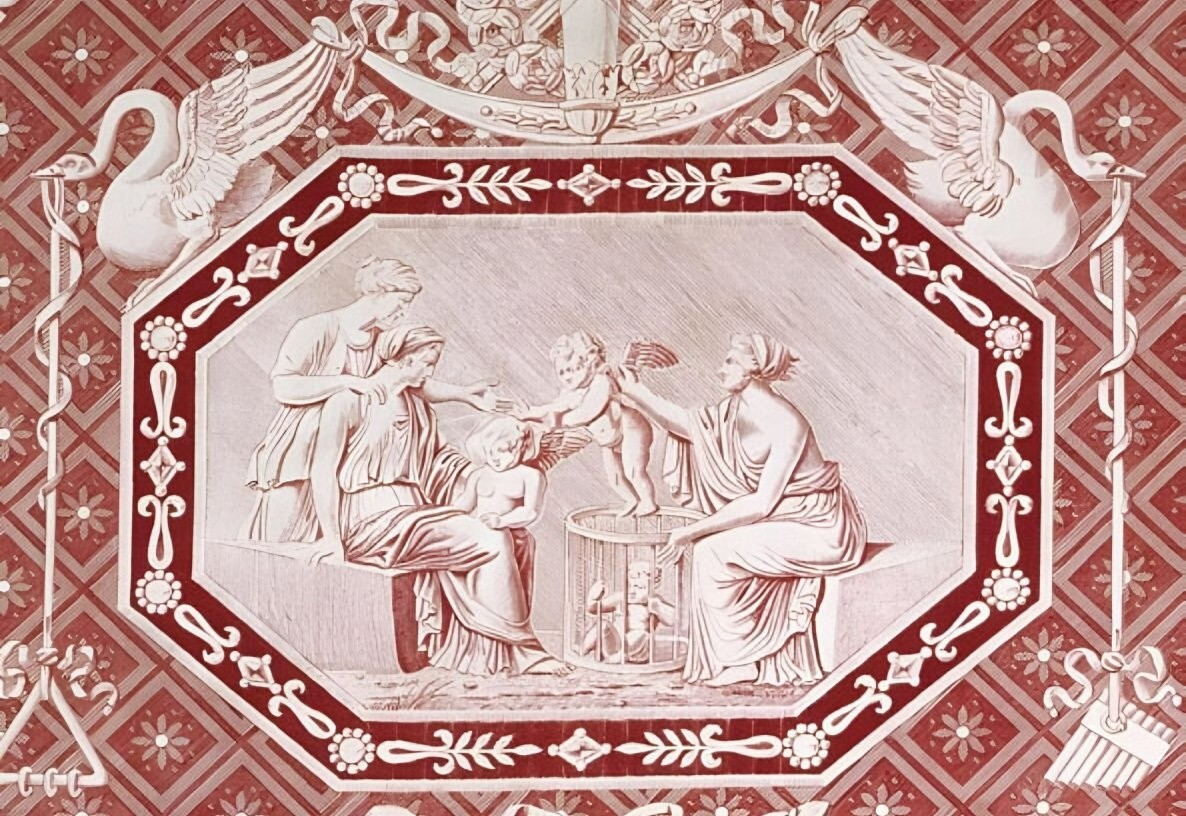
Revestimiento de pared de algodón (hacia 1816).
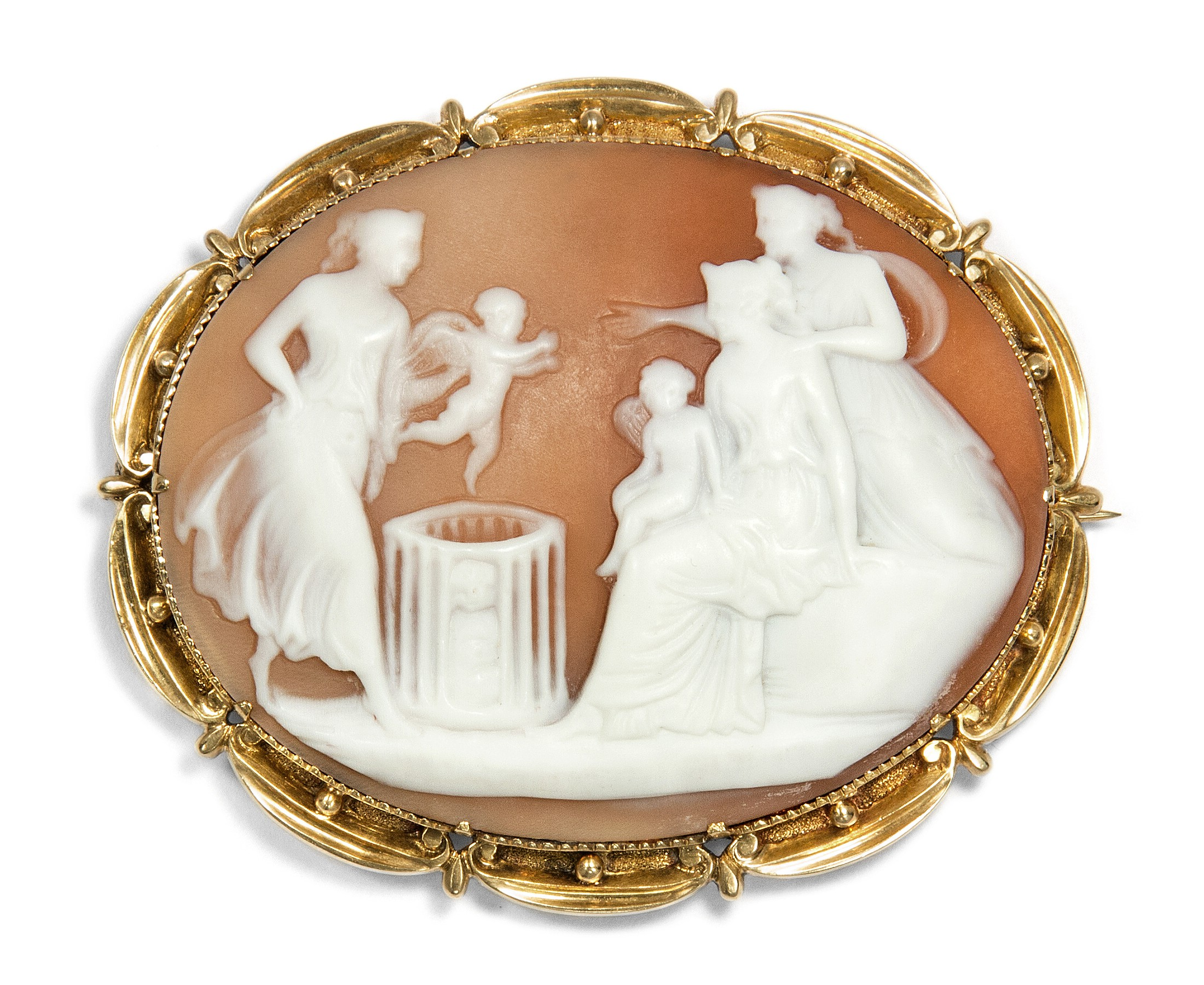
Camafeo de concha de mejillón (c. 1830).

Con el tiempo y hasta mediados del siglo XIX, el entusiasmo neoclásico por las obras de arte grecorromanas se extendió también a la cultura cotidiana, en particular La vendedora de cupidos, o también La vendedora de amores, se plasmó en diseño de interiores, como revestimientos textiles para paredes, pequeñas esculturas de bronce o porcelana, joyas, placas, camafeos, cajitas y accesorios de todo tipo, modificando en muchos aspectos el original. En términos de impacto, el fresco original es ahora una de las obras más importantes del arte romano antiguo. 